# Gabriel Rosillo
Gabriel Alejandro Rosillo Kindelán  (ur. 4 stycznia 1999) – kubański zapaśnik startujący w stylu klasycznym. Dwukrotny olimpijczyk. Brązowy medalista z Paryża 2024 w kategorii 97 kg i trzynasty w Tokio 2020 w tej samej wadze. 
Triumfator mistrzostw świata w 2023. Mistrz igrzysk panamerykańskich w 2019 i 2023, a także igrzysk Ameryki Środkowej i Karaibów w 2023. Złoty medalista mistrzostw panamerykańskich w 2019 i 2025, srebrny w 2020 i brązowy w 2018. Srebrny mistrzostw Ameryki Środkowej i Karaibów w 2018 roku.